# ОБАК
«Одесский британский атлетический клуб» (ОБАК) — бывший спортивный клуб из Одессы, основанный в 1907 году по личному прошению Великобританского генерального консула в Одессе и председателя клуба Чарльза Смита. Объединял спортсменов-любителей.
Учредители клуба — британско-подданные Генри Робертович Роджерс и Вальтер Джорджович Карпентер.
Прошение утвердить Устав футбольного клуба на имя Одесского Градоначальника Аполлона Григорьева, подписанное Чарльзом Смитом 16 марта (29 марта) 1907 года, подали британско-подданные Генри Роджерс, Вальтер Карпентер, Гарри Джемсович Киннак, Томас Томасович Гутчинсон, Джемс Альфредович Мартин, Карл Карлович Дунлов и Джон Джонович Питтс.
Членство в клубе имели 40 человек. Членом клуба мог стать каждый британско-подданный или гражданин США, а также подданные других государств, но без права избрания в комитет или любую другую должность клуба.
Клуб входил в состав «Одесского британского атлетического общества» (ОБАО), до 1907 года культивировавшего крикет и теннис. Первая показательная игра в крикет в Одессе состоялась 11 августа (23 августа) 1881 года на площади возле Чумной горы. Игру, в которой встретились представители английских колоний Одессы и Галаца, и завершилась победой одесских англичан, лично посетили одесский генерал-губернатор князь Александр Михайлович Дондуков-Корсаков и городской голова Одессы Григорий Григорьевич Маразли.
В 1911 году клуб стал одним из учредителей Одесской футбольной лиги.
Домашнее поле клуба располагалось в районе Малофонтанской дороги, и в 1913 году — как единственное в городе, имевшее ограду и позволявшее провести платный матч — выступило местом проведения финала чемпионата страны по футболу.
Непризнанными чемпионами России в составе сборной Одессы стали обаковцы: Гаттон, Карр, Блюм, Губерт Тауненд и Вильям Джекобс (младший).

Прошение утвердить Устав футбольного клуба «ОБАК» на имя Одесского Градоначальника Аполлона Григорьева от г. за подписью Великобританского генерального консула в Одессе Чарльза Смита

## Достижения
- Чемпион Одессы — 1911 (победитель Кубка «Спортивной жизни»), 1912 (обладатель Кубка Э.В. Джекобса)
- Обладатель серебряного щита А. А. Боханова 1913

## Статистика выступлений

### Одесская футбольная лига
| Сезон   | Категория (лига) | И  | В  | Н | П | Мячи  | О  | Место | Трофей         |
| ------- | ---------------- | -- | -- | - | - | ----- | -- | ----- | -------------- |
| 1911    | 1 категория      | 6  | 5  | 0 | 1 | 13-3  | 10 | 1     | Кубок «СЖ»     |
| 1911/12 | 1 категория      | 16 | 11 | 3 | 2 | 41-13 | 25 | 1     | Кубок Джекобса |
| 1912/13 | 1 категория      | 14 | 10 | 3 | 1 | 42-8  | 23 | 2     | Щит Боханова   |
| 1913/14 | 1 категория      | 14 | 7  | 1 | 6 | 28-23 | 15 | 4     |                |
| 1914/15 | 1 категория      | 16 | 7  | 2 | 7 |       | 16 | 6     |                |
| 1915/16 | 1 категория      | 10 | 3  | 1 | 6 | 16-20 | 7  | 4     |                |
| 1916/17 | 1 категория      | 10 |    |   |   |       | 8  | 3     |                |

## Известные игроки
- Вильям Джекобс
- Губерт Тауненд
- Сергей Уточкин

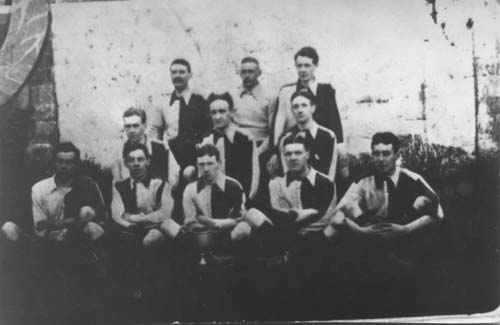
ОБАК в 1912 году
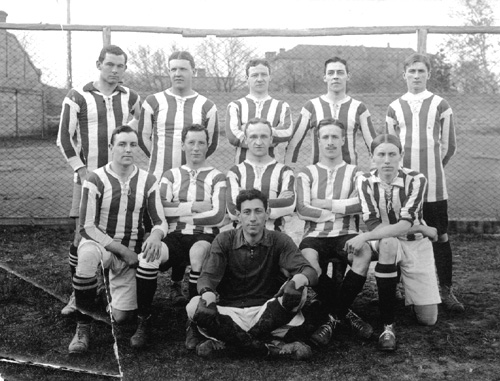
ОБАК в 1914 году